# Lenguas ryukyuenses
Las lenguas ryukyuenses (en japonés, 琉球語派 (Ryūkyū goha?); en ryukyuense, しまくとぅば (Shima kutuba?) «habla isleña») se hablan en las islas Ryūkyū, al sur de Kyūshū (Japón). Pertenecen a la familia de lenguas japónicas, y cuentan actualmente con un millón de hablantes, muchos de ellos de edad avanzada; las personas menores de 20 años que hablan estas lenguas son poco comunes. Solo el idioma okinawense ha podido prosperar con la modernización de la isla de Okinawa; las demás lenguas, al ser habladas en áreas rurales, están desapareciendo.

## ¿Lenguas o dialectos?
Hay gran debate entre los lingüistas acerca de si son dialectos (como opinan la mayoría de expertos japoneses), ya que su base gramatical es muy parecida a la del japonés estándar, o idiomas aparte (como piensan algunos lingüistas occidentales), basándose en un considerable grado de comprensión entre el habla de Okinawa y el de las islas principales. El gobierno japonés y muchos intelectuales japoneses consideran simplemente variedades regionales de japonés, mientras que otros autores consideran que se trata de lenguas diferentes divergidas del japonés antiguo según el siguiente esquema:
|                        | japonés estándar                                                                                     |
|                        | |
| Variedades ryukyuenses | \| \| Amami-Kunigami-Okinawa \| \| \| \| \| \| Miyako-Yaeyama \| \| \| \| \| \| Yonaguni \| \| \| \| |
|                        | \| \| Amami-Kunigami-Okinawa \| \| \| \| \| \| Miyako-Yaeyama \| \| \| \| \| \| Yonaguni \| \| \| \| |
|                        | Amami-Kunigami-Okinawa                                                                               |
|                        | |
|                        | Miyako-Yaeyama                                                                                       |
|                        | |
|                        | Yonaguni                                                                                             |
|                        | |

|  | Amami-Kunigami-Okinawa |
|  |                        |
|  | Miyako-Yaeyama         |
|  |                        |
|  | Yonaguni               |
|  |                        |

En cualquier caso, especialmente en gramática, las variedades de Ryukyu son muy cercanas al japonés estándar y las diferencias se dan sobre todo en parte del léxico y en la existencia de cambios fonológicos que los diferencian sistemáticamente de las diferencias que se dieron en japonés estándar.

## Lenguas del grupo
Las lenguas ryukyuenses, de norte a sur:
- Idioma amami (奄美語)
- Idioma kunigami (国頭語)
- Idioma okinawense (沖縄語)
- Idioma miyako (宮古語)
- Idioma yaeyama (八重山語)
- Idioma yonaguni (与那国語)

## Comparación léxica
A continuación presentamos una comparación léxica entre el japonés de Tokio y el dialecto del shuri de Okinawa:
| GLOSA                       | PROTO- JAPÓNICO | Tōkyō  | Shuri  |
| --------------------------- | --------------- | ------ | ------ |
| 'roca'                      | *isi            | iši    | iši    |
| 'hombro'                    | *kata           | kata   | kata   |
| 'agua caliente'             | *yu             | yu     | yu     |
| 'hierba'                    | *kusa           | kusa   | kusa   |
| 'día'                       | *piru           | hiru   | firu   |
| 'lluvia'                    | *ame            | ame    | ami    |
| 'abre (imperativo formal) ' | *akete          | akete  | akiti  |
| 'vino'                      | *sake           | sake   | saki   |
| 'hueso'                     | *pone           | hone   | funi   |
| 'cabello'                   | *kē             | ke     | kī     |
| 'respirar'                  | *iki            | iki    | ʔīči   |
| 'niebla'                    | *kiri           | kiri   | čiri   |
| 'estrella'                  | *posi           | hoši   | fuši   |
| 'cadena'                    | *ō              | o      | ū      |
| 'corazón'                   | *kokoro         | kokoro | kukuru |

En la tabla inferior, puede verse que los grupos vocálicos del habla de Tokio /ai~ae/ y /au~ao/ a menudo se transforman en /ee/ y /oo/, respectivamente, en el habla de Okinawa. Además existen algunas palatalizaciones secundarias: /ki/ > /či/.
| GLOSA     | Tōkyō | Shuri  |
| --------- | ----- | ------ |
| 'tabla'   | dai   | dee    |
| 'delante' | mae   | mee    |
| 'comprar' | kau   | kooyun |
| 'vara'    | sao   | soo    |

## Clasificación
Las lenguas ryūkyūenses pertenecen, o bien al japonés, en caso de considerarse dialectos; o bien a las lenguas japónicas, en caso de considerarse idiomas aparte. Estas variedades son ininteligibles con el japonés estándar, e incluso entre sí mismas.
El habla de Okinawa tiene un 71 % de similitud lexical con el dialecto de Tokio. Incluso el dialecto de Kagoshima, cercano geográficamente al de Okinawa, tiene un 72 % de similitud lexical con el idioma amami.
Aquí se muestra una tabla con una comparación entre el japonés y las lenguas de Ryūkyū con las frases Bienvenido y Gracias
| Idioma                | Gracias               | Bienvenido           |
| --------------------- | --------------------- | -------------------- |
| Japonés estándar      | Arigatō               | Yōkoso               |
| Amami                 | Arigassama ryoota     | Imoore               |
| Kunigami (Okinoerabu) | Mihediro              | Ugamiyabura Menshori |
| Okinawense            | Nifeedeebiru          | Mensooree            |
| Miyako                | Tandigaatandi         | Nmyaachi             |
| Yaeyama               | Miifaiyuu Fukoorasaan | Ooritoori            |
| Yonaguni              | Fugarasa              | Wari                 |